# Rhaphiomidas undulatus
Rhaphiomidas undulatus är en tvåvingeart som beskrevs av Mont A. Cazier 1985. Rhaphiomidas undulatus ingår i släktet Rhaphiomidas och familjen Mydidae.
Artens utbredningsområde är Kalifornien. Inga underarter finns listade i Catalogue of Life.